# Халаїбський трикутник

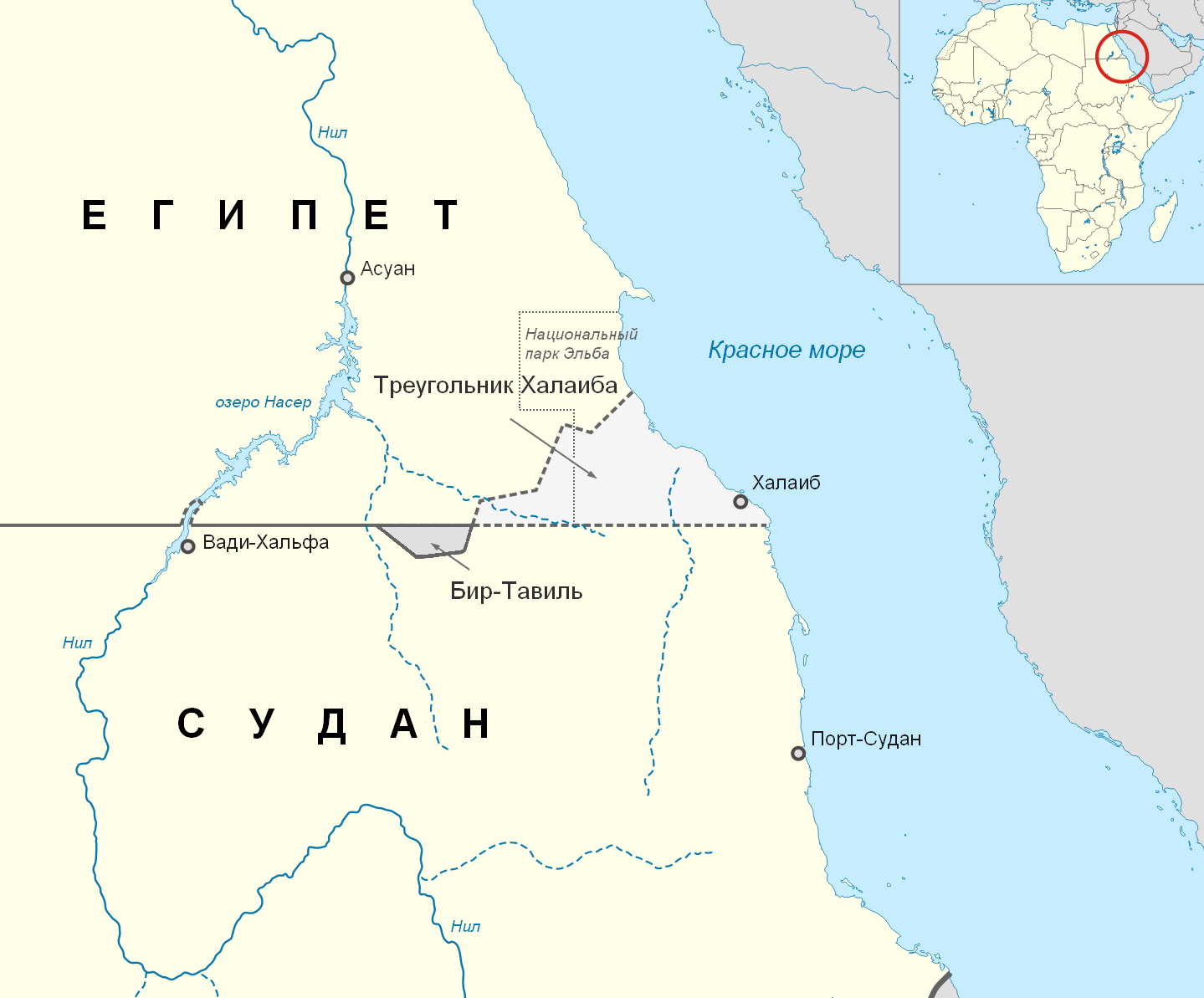
Халаїбський трикутник

«Халаїбський трикутник» — спірний район площею 20 580 км² на кордоні Єгипту і Судану.
Протягом майже всієї другої половини XX століття контролювався Суданом. Наразі перебуває під контролем Єгипту. Географічно спірний район є частиною Нубії. На території «трикутника» розташований єгипетський національний парк, виявлено запаси нафти.
Приналежність його не визначена резолюціями ООН. Кожна держава — член організації визнає територіальну приналежність спірного району Єгипту або Судану залежно від визнання кордону 1899 або 1902 року відповідно як державного на свій розсуд. Більшість країн Заходу, навпаки, визнають кордон 1902 року і вважають «трикутник» частиною Судану.

## Історія конфлікту
У 1899 році Велика Британія та Єгипет оголосили Судан своїм кондомініумом. Північний кордон країни була встановлено по 22-й паралелі, місто Халаїб формально відійшло до Єгипту. У 1902 році Англія в односторонньому порядку змінила кордон, передавши «трикутник» Судану. 12 листопада 1955 року Судан отримав незалежність. У 1958 році Єгипет захопив район Халаїба. Потім «трикутник» віддали в користування Судану. У 1992 році Судан викликав крайнє невдоволення Єгипту, віддавши узбережжя «трикутника» в концесію канадській нафтовій компанії International Petroleum Corporation. У 1993—1994 рр. відбулися збройні зіткнення на кордоні Єгипту і Судану. У 1995 році Єгипет направив у регіон війська і взяв під свій контроль усі спірні землі, за винятком міста Халаїб. У 2000 році Судан вивів війська з Халаїба, землі опинилися цілком під єгипетським контролем. У серпні 2002 року президент Судану Омар аль-Башир повідомив пресі, що направив в Раду Безпеки ООН звернення про перегляд приналежності земель, оскільки «трикутник Халаїба» є суданською територією.

## Карти

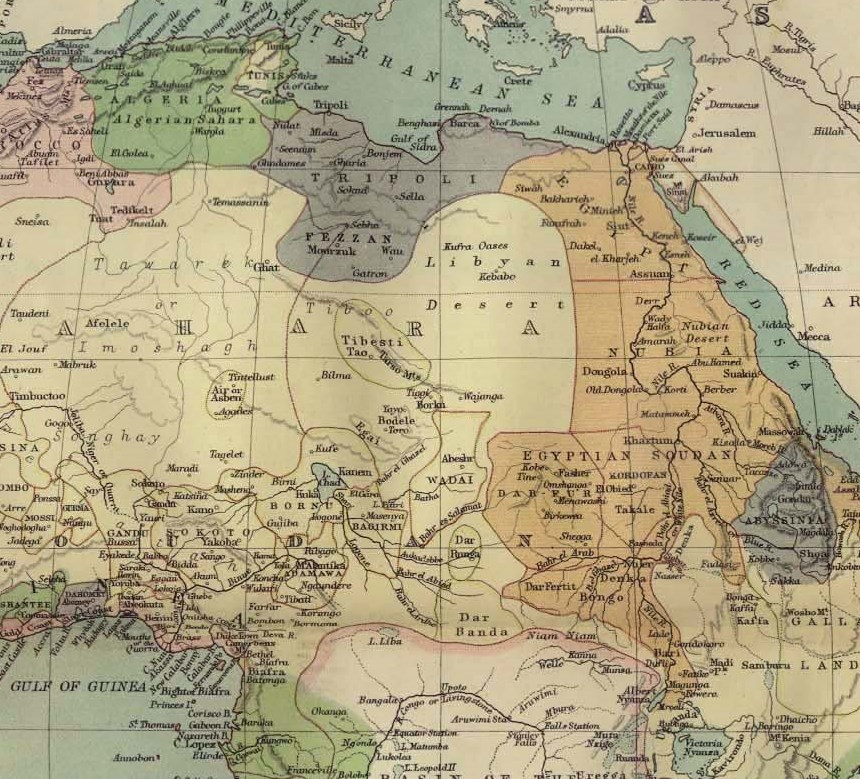
Нубія на карті Африки 1885 р
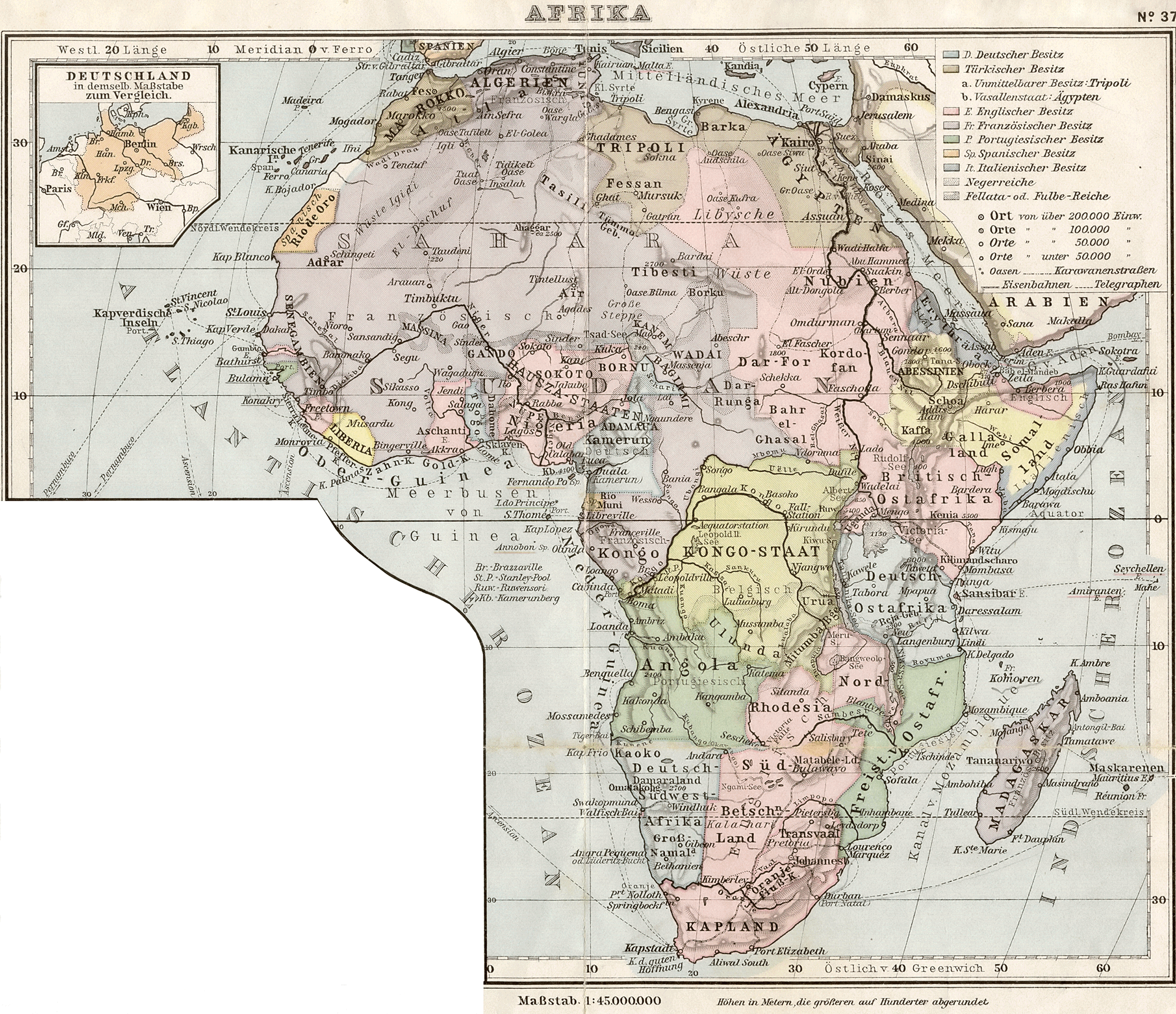
Карта Африки 1905
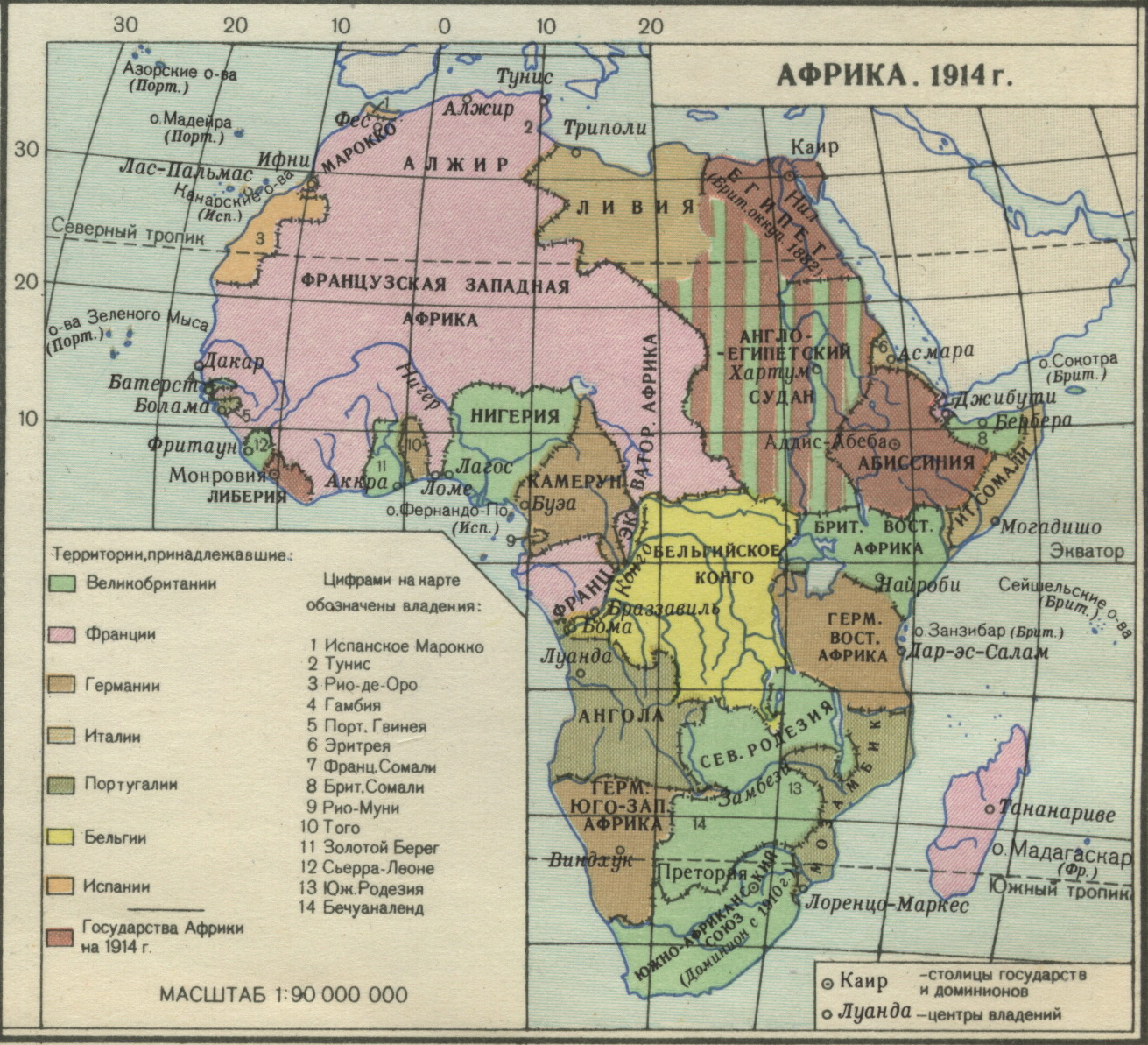
Карта Африки 1914
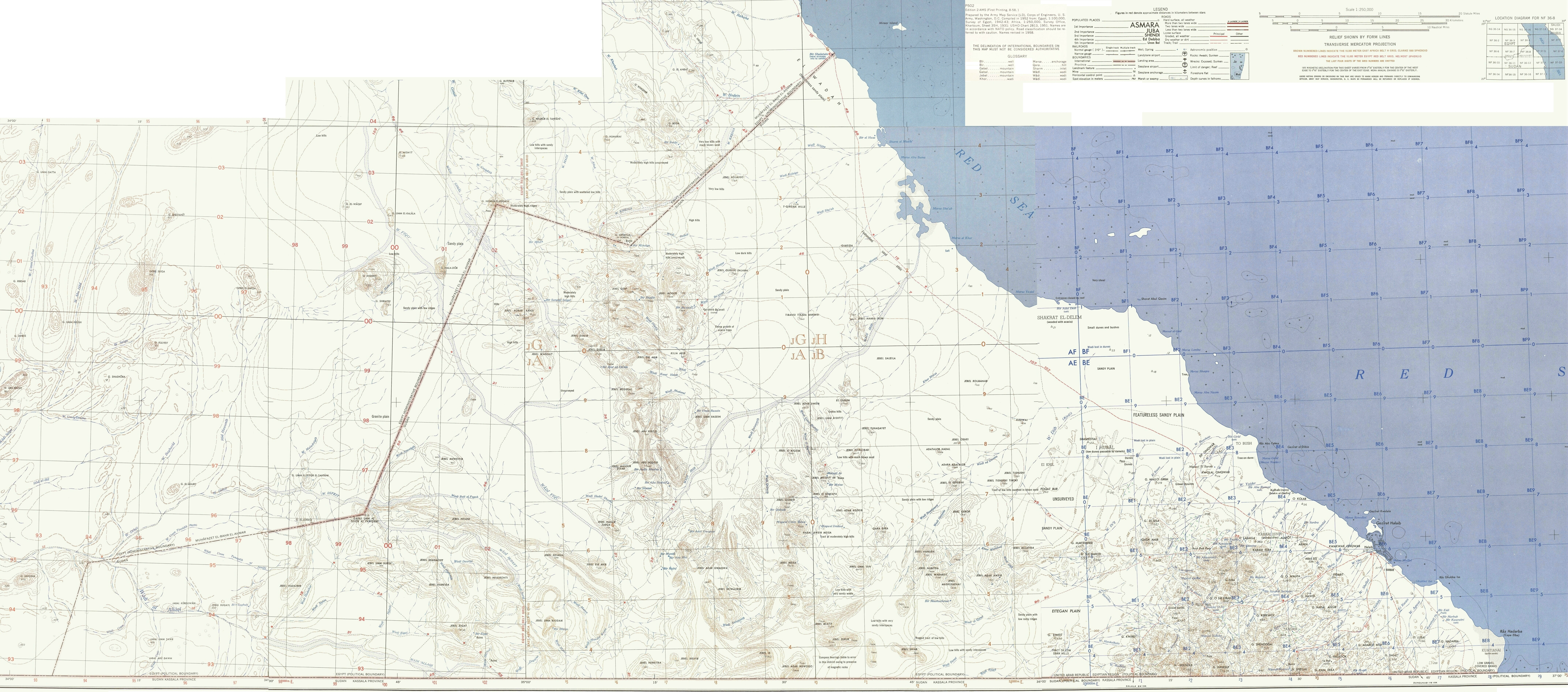
Детальна карта Трикутника Халаіба